# Kościół św. Jana z Dukli w Hucisku
Kościół filialny św. Jana z Dukli w Hucisku – kościół rzymskokatolicki należący do parafii Zwiastowania Najświętszej Maryi Panny w Leżajsku, w dekanacie Leżajsk II archidiecezji przemyskiej. Wzniesiony w 1978 roku. 
Duszpasterzem kościoła od 2025 roku jest ojciec Lucjusz Kazimierz Wilk OFM, natomiast proboszcz, gwardian i kustosz parafii to o. Klaudiusz Tomasz Baran OFM.

## Duszpasterze kościoła filialnego św. Jana z Dukli w Hucisku
- 1978–1983 – o. Waldemar Batorski OFM
- 1983–1986 – o. Antoni Prosowicz OFM
- 1986–1987 – o. Ryszard Rusinek OFM
- 1987–1993 – o. Krystian Olszewski OFM
- 1993–1994 – o. Edwin Sękowski OFM
- 1994–1997 – o. Flawian Bularz OFM
- 1997–2002 – o. Marian Wachowicz OFM
- 2002–2004 – o. Stanisław Lizak OFM
- 2005–2007 – o. Józef Wręczycki OFM
- 2007–2011 – o. Erwin Krzysztof Ceklarz OFM
- 2011–2017 – o. Zdzisław Makowiecki OFM
- 2017–2022 – o. Dariusz Tomasz Róg OFM
- 2022–2025 – o. Tobiasz Jakub Strzelecki OFM
- od 2025 – o. Lucjusz Kazimierz Wilk OFM